# Stanisław Massel
Stanisław Ryszard Massel  (ur. 17 maja 1939 w Nakle nad Notecią, zm. 16 marca 2018 w Sopocie) – polski oceanolog, specjalizujący się w dynamice morza (mechanika cieczy, badania ruchu fal wodnych i prądów morskich), profesor nauk technicznych, członek rzeczywisty PAN.

## Życiorys
Urodził się w rodzinie Teofila i Stefanii z domu Szamlewskiej. Ukończył w 1957 roku Liceum Ogólnokształcącego im. Bolesława Krzywoustego w Nakle, w 1962 roku studia na Wydziale Budownictwa Wodnego Politechniki Gdańskiej. Po studiach rozpoczął pracę w Instytucie Budownictwa Wodnego PAN w Gdańsku. W 1969 roku uzyskał stopień doktora (temat rozprawy: Falowanie swobodnej powierzchni akwenu wywołane wodowaniem statku), a stopień doktora habilitowanego otrzymał w 1974 roku na podstawie rozprawy pt. Falowanie wiatrowe na ograniczonych głębokościach: jego struktura i procesy współoddziaływania z budowlami hydrotechnicznymi. Tytuł profesora nauk technicznych otrzymał w 1980 roku. W swojej karierze naukowej odbywał wielomiesięczne staże naukowe za granicą (w ZSRR, USA, Niemczech, Bułgarii, Norwegii, Francji, Japonii, Wietnamie). W latach 1986–1991 pełnił funkcję dyrektora w Instytucie Budownictwa Wodnego PAN w Gdańsku. W latach 1991–1999 przebywał na kontrakcie naukowym w Australian Institute of Marine Science w Townsville. Po powrocie do kraju związał się z Instytutem Oceanologii Polskiej Akademii Nauk w Sopocie, gdzie pełnił funkcje zastępcy dyrektora ds. naukowych (2001–2002) i dyrektora (2003–2009). Był też przewodniczącym Rady Naukowej IO PAN, członkiem Centralnej Komisji ds. Stopni i Tytułów i wiceprezesem Oddziału PAN w Gdańsku. W 2002 roku został członkiem korespondentem, a w 2010 roku członkiem rzeczywistym PAN. Prowadził działalność dydaktyczną na Politechnice Gdańskiej i na Uniwersytecie Gdańskim.
Autor ok. 150–170 publikacji w czasopismach naukowych i 15 monografii, w tym 10 książek.
Był mężem Wandy z domu Sułek, ekonomistki. Ojciec Magdaleny, Andrzeja, dr. inż., wiceministra infrastruktury (2010–2011), wiceministra transportu (2011–2013), i Bartosza, m.in. pracownika firmy Jeppesen w Gdańsku.
Zmarł w Sopocie, pochowany 23 marca 2018 roku na nowym cmentarzu w Pruszczu Gdańskim.

## Wybrane monografie
- Hydrodynamic of Costal Zone, Elsevier Science Publ., Amsterdam, 1989 (ISBN 978-0-080-87086-1)
- Fluid Mechanics for Marine Ecologists, Springer-Verlag, Berlin, 1999 (ISBN 978-3-642-64305-7)
- Ocean waves breaking and Marine aerosol fluxes, Springer, New York, 2007 (ISBN 978-0-387-36638-8)
- Procesy Hydrodynamiczne w Ekosystemach Morskich, Wydawnictwo Uniwersytetu Gdańskiego, Gdańsk, 2010 (ISBN 978-8-373-26737-4)
- Ocean surface waves: their physics and prediction, World Scientific Publ., New Jersey, 2013 (ISBN 978-9-814-46011-8)

## Ordery i odznaczenia
- Krzyż Oficerski Orderu Odrodzenia Polski (2012)[4]
- Krzyż Kawalerski Orderu Odrodzenia Polski (1989)
- Złoty Krzyż Zasługi (1974)
- Medal im. Profesora Kazimierza Demela (2006)[5]
- Odznaka honorowa „Zasłużonym Ziemi Gdańskiej” (1988)

Źródło:.

## Nagrody
- Nagroda Gdańskiego Towarzystwa Naukowego dla młodych pracowników nauki Wybrzeża za pracę Falowanie wiatrowe na ograniczonych głębokościach; jego struktura i procesy współoddziaływania z budowlami hydrotechnicznymi (1973)[6]